# Денисюк Юрій Миколайович
Юрій Миколайович Денисюк (27 липня 1927, Сочі, СРСР — 14 травня 2006, Санкт-Петербург, Росія) — радянський фізик, один з основоположників оптичної голографії. Дійсний член Російської академії наук (1992; член-кореспондент з 1970), доктор фізико-математичних наук (1971, кандидат наук з 1964), професор (1980).

## Життєпис
Молоді роки Денисюка пройшли в Ленінграді, зокрема там він був і під час блокади.
Юрій Миколайович закінчив 1954 року кафедру спектральних та оптико-фізичних приладів Інженерно-фізичного факультету ЛІТМО і почав наукову діяльність у Державному оптичному інституті ім. С. В. Вавилова.
В той час його надихала науково-фантастична повість «Зоряні кораблі» Івана Єфремова, в якій описана поява у стародавньому диску з невідомого матеріалу тривимірного зображення голови космічного прибульця, а також чудові експерименти нобелівського лауреата 1908 року Габріеля Ліппмана. 1958 року, тобто ще до появи лазерів з їх когерентним випромінюванням, він почав власні експерименти, в яких він використовував випромінювання лампи на парі ртуті і вперше[джерело?] продемонстрував тривимірну голограму.
1962 року в журналі «Доповіді Академії наук» була опублікована стаття Денисюка «Про відображення оптичних властивостей об'єкта у хвильовому полі розсіяного ним випромінювання» і заявлено про реєстрацію відкриття. Багато вчених вважали, що відкриття Денисюка схоже на метод кольорової фотографії Ліппмана або метод Габора. Але 1970 року Комітет з відкриттів і винаходів СРСР зареєстрував метод Денисюка.
Від 1971 року Ю. М. Денисюк очолював голографічну лабораторію ДОІ, а пізніше — і цілий відділ, який займався голографічного тематикою. Від 1988 року Денисюк керував також і лабораторією голографії у Фізико-технічному інституті ім. А. Ф. Йоффе.
Він опубліковав близько 240 наукових робіт, серед яких 35 винаходів.

## Наукова діяльність
Роботи вченого присвячені фізичній оптиці, переважно голографії. 1962 року Денисюк винайшов спосіб запису зображення у тривимірних середовищах, що дозволяє зберегти інформацію про фазу, амплітуду і спектральний склад хвилі, яка надходить від об'єкта. Такі відбивні голограми можуть бути відтворені шляхом освітлення пучком звичайного білого світла. Це наукове досягнення було оцінено в СРСР як наукове відкриття та занесено в Державний реєстр відкриттів СРСР під № 88 з пріоритетом від 1 лютого 1962 року в такому формулюванні: «Встановлено раніше невідоме явище виникнення просторового неспотвореного кольорового зображення об'єкта під час відбивання випромінювання від тривимірного елемента прозорого матеріального середовища, в якій розподіл густини речовини відповідає поширенню інтенсивності поля стоячих хвиль, що утворюються навколо об'єкта під час розсіяння на ньому випромінювання». 2015 року завдяки цьому способу за співпраці Університету ІТМО і музею Фаберже було створено голографічні копії деяких яєць Фаберже з колекції.
Ю. М. Денисюк отримав Ленінську премію 1970 року, був обраний членом-кореспондентом Академії наук СРСР і призначений керівником новоствореної лабораторії голографії в Державному оптичному інституті.
Згодом вчений вивчав принципи динамічної голографії (Державна премія СРСР 1982), брав участь у побудові систем голографічного опрацювання радіолокаційних сигналів (Державна премія СРСР 1989). Денисюк показав, що відбивні властивостями мають також біжучі хвилі, розглянув питання голографії в схемах із зустрічними пучками. Важливе місце в його діяльності займало вивчення псевдоглибоких голограм (специфічних одновимірних структур) і селектограм (нового типу періодичних тривимірних середовищ). Слід зазначити, що під керівництвом Денисюка було розроблено низку нових світлочутливих матеріалів (реоксан, капілярні пористі стекла і композити), придатних для запису тривимірних голограм.

## Нагороди
- Орден Пошани (4 червня 1999 року) — за великий внесок у розвиток вітчизняної науки, підготовку висококваліфікованих кадрів та у зв'язку з 275-річчям Російської академії наук[6]
- Орден Трудового Червоного Прапора (1988)
- Орден «Знак Пошани» (1975)
- Медаль «Данк»[ru] (3 вересня 2001 року, Киргизія) — за заслуги в становленні та розвитку наукової школи голографії в Киргизстані[7]
- Ленінська премія (1970)
- Державна премія СРСР (1982, 1989)
- Нагорода міжнародної кінематографічної організації «Інтеркамера» (1971)
- Премія імені Д. Габора[ru] (1983)
- Велика срібна медаль[ru] і почесний член Королівського фотографічного товариства Великої Британії (1986)
- Премія Р. В. Вуда (1992)
- Почесний доктор Університету де Монфора[en] Великої Британії (1999)

## Роботи
- Ю. Н. Денисюк. Голография с записью в трехмерных и двухмерных средах. [Архівовано 24 жовтня 2019 у Wayback Machine.] // Труды государственного оптического института имени С. И. Вавилова. Т. 36 Вып. 165, с. 121—131, (1969).
- Ю. Н. Денисюк, В. И. Суханов. Голограмма с записью в трехмерной среде как наиболее совершенная форма изображения. [Архівовано 22 вересня 2020 у Wayback Machine.] // УФН, Т.101, № 6 (1970).
- Ю. Н. Денисюк. Принципы голографии. — Л.: Изд-во ГОИ, 1979.
- Ю. Н. Денисюк. Особенности отображения волновых полей статическими и допплеровскими трехмерными голограммами. [Архівовано 4 серпня 2020 у Wayback Machine.] // УФН, Т.148, № 3 (1986).